# Karotisstenose

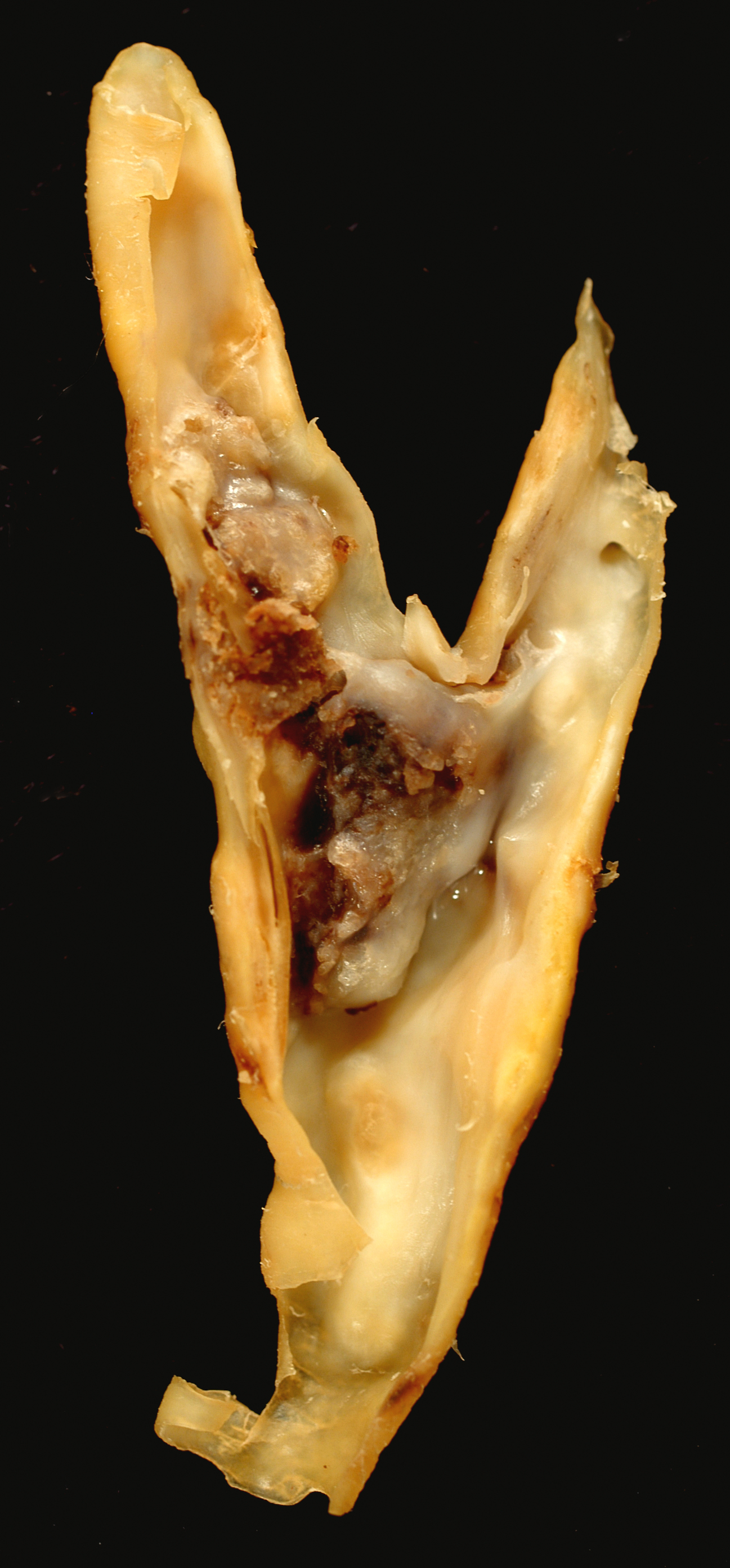
Makroskopische Ansicht eines stenosierenden Plaques der Karotisgabel

Als Karotisstenose bezeichnet man eine Verengung der hirnversorgenden Gefäße Arteria carotis communis (ACC) oder der Arteria carotis interna (ACI). Häufigste Ursache für die Karotisstenose ist die Arteriosklerose. Während Karotisstenosen ohne Symptome fast immer mit Medikamenten behandelt werden, auch wenn das Gefäß stark eingeengt ist, werden Karotisstenosen mit Symptomen einer Durchblutungsstörung von Gehirn oder Auge oft chirurgisch behandelt.

## Verbreitung

Prävalenz von asymptomatischen Karotisstenosen bei verschiedenen Altersgruppen

Die Prävalenz von Karotisstenosen in der allgemeinen Erwachsenenbevölkerung, das heißt bei Menschen ohne Symptomatik, beträgt zwischen 0 % (Frauen unter 50 Jahren) und rund 7,5 % (Männer über 80 Jahre). Karotisstenosen treten häufiger mit dem Alter auf und sind bei Männern verbreiteter als bei Frauen. Auch andere Risikofaktoren für die Entwicklung von Arteriosklerose erhöhen die Wahrscheinlichkeit einer Karotisstenose: Während erhöhte Blutfettwerte die Wahrscheinlichkeit einer Karotisstenose nur geringfügig erhöhen, kommen Karotisstenosen bei Rauchern, Patienten mit Bluthochdruck oder Diabetes mellitus zwei- bis dreimal häufiger vor.
Bei etwa 20 % der Patienten mit einem Schlaganfall wird eine Stenose oder Verschluss einer der (extrakraniellen) Karotiden diagnostiziert.

## Ursache
Die häufigste Ursache einer Karotisstenose ist die Arteriosklerose in mehr als 90 % aller Fälle. Risikofaktoren sind Bluthochdruck, Rauchen, höheres Lebensalter oder Erhöhungen der Blutfettwerte.
Des Weiteren können auch Vaskulitiden, also Entzündungserkrankungen der Blutgefäße, Fibromuskuläre Dysplasie und Dissektion zu einer Karotisstenose führen.

## Klinische Erscheinungen
Karotisstenosen verursachen in der Regel lange Zeit keine Symptome. Sie äußern sich schließlich in Transitorischen ischämischen Attacken, bei denen reversibel ein neurologisches Defizit auftritt. Diese sind als Vorboten eines irreversiblen Schlaganfalls zu werten. Als mögliches Symptom kommt zudem eine Amaurosis fugax in Frage, eine vorübergehende Erblindung auf Grund eines Verschlusses der Arteria centralis retinae.
Neun Zehntel aller ischämischen Schlaganfälle betreffen das Versorgungsgebiet der Arteria carotis. Ein Fünftel der Schlaganfälle wird durch Engstellen der Arteria carotis außerhalb der Schädelkalotte verursacht. Rund 30.000 Menschen erleiden in Deutschland jährlich einen Schlaganfall dieser Ursache. Nicht jede Stenose führt jedoch zu einem Schlaganfall. Bei einer asymptomatischen Stenose unter 80 % des Lumens beträgt das Jahresrisiko für einen Insult rund 1–2 %. Das Risiko nimmt sowohl mit dem Stenosegrad als auch mit dem Auftreten von charakteristischen Symptomen wie einer Transitorisch-ischämischen Attacke (TIA) zu. Stenosen mit einer Lumenverlegung von über 80 % haben ein Risiko von 3–5 %. Nach einer TIA und dem Vorliegen einer Stenose über 70 % erleiden 40 % der Patienten binnen zwei Jahren einen Schlaganfall. Bei gleichzeitigem Verschluss der Arterie auf der Gegenseite beträgt das Risiko 70 %.

## Diagnose

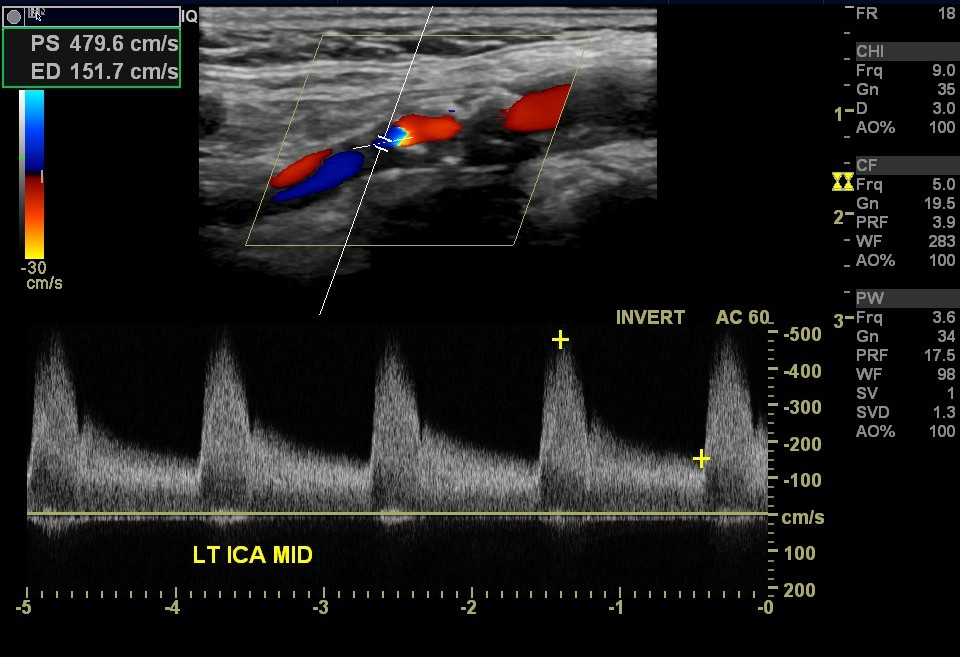
Hochgradige Stenose der A. carotis interna im Ultraschall

Einfachster Schritt zur Diagnose ist die Auskultation der Arterien mithilfe des Stethoskops. Stenosen an der Karotisgabel lassen sich damit mit hoher Sicherheit erkennen. Auch die Hälfte der Stenosen der A. carotis interna zeigen noch ein hörbares Stenosegeräusch.
| Stenosegrad in Prozent (NASCET) | Spitzengeschwindigkeit in ACI (cm/s) | Verhältnis Spitzengeschwindigkeit ACI/ACC |
| ------------------------------- | ------------------------------------ | ----------------------------------------- |
| <50                             | <125                                 | <2                                        |
| 50–69                           | >125                                 | 2–4                                       |
| 70–89                           | >230                                 | >4                                        |
| >90                             | >400                                 | >5                                        |

Nächster Schritt zur Diagnose ist die Untersuchung des Blutflusses in den hirnversorgenden Arterien mithilfe einer farbkodierten Duplex-Ultraschalluntersuchung. Ziel der Untersuchung ist es, den Stenosegrad zu bestimmen, wobei das angiographische Kriterium der Durchmesserreduktion des Lumens als Goldstandard herangezogen wird. Da im Falle einer Verengung des Gefäßes der gleiche Volumenstrom von Blut durch die Verengung fließen muss wie durch das normal weite Gefäß vor und nach der Verengung (→Kontinuitätsgleichung), ist die Geschwindigkeit des Blutes in der Verengung erhöht. Deswegen wird der Stenosegrad im Wesentlichen über die mit dem PW-Doppler gemessene systolische Spitzengeschwindigkeit bestimmt. Zusätzlich wird noch der Quotient aus Spitzengeschwindigkeit in der A. carotis interna und der A. carotis communis herangezogen, um den Einfluss von Bluthochdruck und der Dehnbarkeit der Gefäße zu eliminieren. Darüber hinaus kann mit Ultraschall die Morphologie von Plaques charakterisiert werden, das heißt, die Ablagerungen an den Karotiswänden werden auf ihre Oberflächenbeschaffenheit und Zusammensetzung hin untersucht.

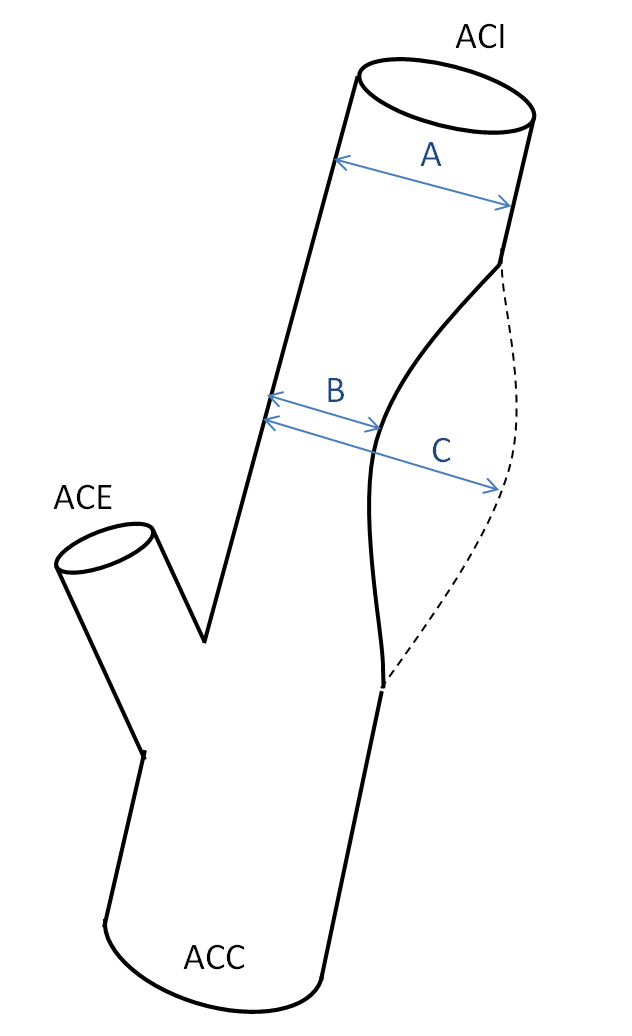
Stenosegraduierung nach NASCET = (A-B)/A und ECST = (C-B)/C

Ergänzend stehen Angiographieverfahren mittels Computertomographie, oder Magnetresonanztomographie zur Verfügung. Seltener kommt eine Katheterangiographie (digitale Subtraktionsangiographie) zum Einsatz. Diese Verfahren können auch zur Beurteilung von Engstellen der Blutgefäße innerhalb des Schädels eingesetzt werden.

## Therapie

PTA
A vor
B während und
C nach Dilatation

An erster Stelle steht die Therapie kardiovaskulärer Risikofaktoren. Jeder der nachfolgenden Punkte stellt eine prognostisch bedeutende therapeutische Option dar, die ein Stenosewachstum verhindern, bei stringenter Einstellung sogar rückgängig machen kann. Dazu zählen unter anderem Nikotinabstinenz, sportliche Betätigung, Diät, Einstellung der Blutfette und eine blutdrucksenkende Therapie, die bei höhergradigen Stenosen vorsichtig titriert werden muss.
Standardtherapieverfahren für symptomatische Patienten ist die Karotis-Thrombendarteriektomie (Karotis-TEA, englisch: carotid endarterectomy, CEA). Bei diesem Verfahren wird die arteriosklerotische Gefäßverengung mit den inneren Wandschichten des Gefäßes ausgeschält. Das Gefäß wird mit einem Kunststoffpatch vernäht und dadurch erweitert. Das Risiko für einen Schlaganfall oder tödliche Komplikationen während der Operation betrug in einer internationalen Literaturauswertung von 1994–2000 2,8 % bei asymptomatischen Stenosen und 5,1 % bei symptomatischen Stenosen. Vergleichbare Daten der Qualitätssicherung innerhalb Deutschlands aus dem Jahr 2002 zeigten 1,8 % respektive 3,0 %.
Zur Nachsorge nach Karotis-TEA ist die Gabe von Thrombozytenaggregationshemmern (z. B. Acetylsalicylsäure 100 mg/Tag) nötig. Um eventuell auftretende Wiederverschlüsse zu beobachten, ist sechs Monate nach der Operation eine Ultraschalluntersuchung angezeigt.
Auch die Karotisstentangioplastie (Carotis Stenting bzw. carotid artery stenting, CAS) (oder PTA – perkutane transluminale Angioplastie) wird zur Behandlung eingesetzt: dazu wird mit einem Ballonkatheter die Stenose erweitert und mit Hilfe eines Stents offen gehalten.